# 前558年
| 千纪： | 前1千纪 |
| 世纪： | 前7世纪 \| 前6世纪 \| 前5世纪 |
| 年代： | 前580年代 \| 前570年代 \| 前560年代 \| 前550年代 \| 前540年代 \| 前530年代 \| 前520年代 |
| 年份： | 前563年 \| 前562年 \| 前561年 \| 前560年 \| 前559年 \| 前558年 \| 前557年 \| 前556年 \| 前555年 \| 前554年 \| 前553年                                                                          |
| 纪年： | 周灵王十四年 魯襄公十五年 齐灵公二十四年 晋悼公十五年 秦景公十九年 宋平公十八年 楚康王二年 卫殇公元年 陈哀公十一年 蔡景侯三十四年 曹成公二十年 郑简公八年 燕武公十六年 吴王诸樊三年 杞孝公九年 |

## 大事記
- 晉國攻打楚國，楚公子格率軍與晉軍戰於湛阪，楚軍失敗，是為湛阪之戰。
- 齊、魯城之戰，齊靈公趁晉悼公病重圍魯國的成地，又遣邾國攻魯的南方。魯國向晉國求救，但晉悼公於冬天去世。
- 11月，時年不滿30歲的晉悼公突然病危，不久崩逝。其公子彪立，是為晉平公，由執政中行偃輔佐。

## 逝世
- 晉悼公姬周